# Heroi d'Israel
El títol de Heroi d'Israel (hebreu: גיבור ישראל, transliterat: Guibbur Yisrael) era una condecoració israeliana atorgada durant la Guerra de la Independència, i atorgada per les accions extremes d'heroisme.
Al crear-se les Forces de Defensa d'Israel al maig de 1948, encara no s'havia creat un sistema de condecoracions, però ja hi havia molts soldats que s'havien distingit en combat i havien estat recomanats pels seus oficials per ser condecorats.
L'Exèrcit instaurà un comitè per decidir sobre el sistema de medalles, però un any després, a l'estiu de 1949 es decidí que, com a solució temporal, es condecoressin els 12 soldats més valents de l'Exèrcit d'Israel (el nombre 12 no era gens casual, car rememorava les 12 tribus d'Israel).
Per un altre costat, el títol "Heroi d'Israel" recorda molt al de "Heroi de la Unió Soviètica". Si bé avui no és un fet gaire recordat, el 1948 el jove estat d'Israel va tenir una aliança de fet amb la Unió Soviètica, rebent armes soviètiques des de Txecoslovàquia, mentre que els Estats Units mantenien un embargament armamentístic total. A més, la Unió Soviètica gaudia d'una gran popularitat a Israel per haver derrotat l'Alemanya Nazi i alliberat als jueus supervivents de l'Holocaust.
Va ser atorgada el 17 de juliol de 1949. Després d'una desfilada Militar, el President d'Israel Chaim Weizman, el Primer Ministre David Ben-Gurion i el Cap de l'Estat Major Yaakov Dori van concedir la medalla als seus receptors.
Des del 1949 ja no es va tornar a atorgar més, i el 1970 va ser reemplaçada per la Medalla al Valor. Tots els seus receptors van rebre automàticament la Medalla al Valor.

## Disseny
Un galó vermell, sobre el qual hi ha l'escut d'Israel (la Menorà envoltada d'una corona de llorer) en or.

## Receptors
| Nom                | Rang          | Conflicte                  | Lloc de l'acció         | Data de l'acció | Notes                                                                                                  |
| ------------------ | ------------- | -------------------------- | ----------------------- | --------------- | --- |
| Yair Racheli       | Soldat        | Guerra de la Independència | Prop de Shefa-'Amr      | 19/1/1948       | Va ser condecorat per destruir una posició enemiga                                                     |
| Emmanuel Landau    | Soldat        | Guerra de la Independència | Kiryat Motzkin          | 17/3/1948       | Va ser condecorat per capturar un camió de subministraments enemic                                     |
| Abraham Avigdorov  | Soldat        | Guerra de la Independència | Kiryat Motzkin          | 17/3/1948       | Va ser condecorat per destruir dues posicions de metralladores enemigues                               |
| Zerubavel Horowitz | Tinent de 2a  | Guerra de la Independència | Carretera a Jerusalem   | 27/3/1948       | Va ser condecorat per cobrir la retirada dels seus camarades d'un atac enemic                          |
| Yizhar Armoni      | Soldat        | Guerra de la Independència | Nabi Yusha              | 20/4/1948       | Va ser condecorat per cobrir la retirada dels seus camarades i l'evacuació de soldats ferits           |
| Emil Brig          | Sergent       | Guerra de la Independència | zona del Kibbutz Gesher | 14/5/1948       | Va ser condecorat per destruir un pont i així prevenir l'avanç enemic                                  |
| Zvi Zibel          | Aviador       | Guerra de la Independència | Ben Shemen              | 25/6/1948       | Va ser condecorat per portar subministraments a l'assetjat Ben Shemen sota un intens bombardeig enemic |
| Ben-Zion Leitner   | Soldat de 1a  | Guerra de la Independència | Iraq Suedan             | 19/10/1948      | Va ser condecorat per destruir búnquers enemics                                                        |
| Ron Feller         | Sergent       | Guerra de la Independència | Kartiya                 | 19/7/1948       | Va ser condecorat per destruir un tanc enemic                                                          |
| Yohai Ben-Nun      | Capità        | Guerra de la Independència | Mediterrània            | 22/10/1948      | Va ser condecorat per enfonsar el vaixell insígnia egipci                                              |
| Siman-Tov Ganeh    | Soldat        | Guerra de la Independència | Iraq Suedan             | 19/11/1948      | Va ser condecorat per cobrir la retirada dels seus camarades                                           |
| Arieh Atzmoni      | Sergent de 1a | Guerra de la Independència | Rafah                   | 4/11/1948       | Va ser condecorat per rescatar un canó de mans enemigues                                               |